# Transkripsi
Transkripsi는 말레이시아의 팝 가수 시티 누르할리자의 열두번 째 정규 앨범이다. 2006년 4월 23일 말레이시아, 싱가포르, 브루나이에서 수리아 레코드 및 시티 누르할리자 프로덕션을 통해 발매되었으며, 인도네시아에서는 그 후에 발매되었다. 동년 '올해의 최고 앨범'으로 선정되었다.

## 개요
이 앨범은 시티 누르할리자의 열한번 째 정규 앨범이자, 1996년 데뷔 이후 10년 째 되는 해에 발매되었다. 참고로 2004년 10집 <Prasasti Seni>를 발매한 후 2년만에 발매하여, 처음으로 1년 이상의 공백을 두고 낸 앨범이라는 특징이 있다(그 사이에 <Di Bawah Pohon Asmara> 등이 발매되기도 했다). 또한 이 앨범은 수리아 레코드 뿐만 아니라 시티 누르할리자 프로덕션에서도 발매되었으며, 이 때문에 수리아 레코드 밖에서 발매된 첫 앨범이기도 하다.
이 앨범의 2번 트랙이자 처음으로 발매된 싱글인 <Biarlah Rahsia>는 동년 아누게라 플래닛 뮤직에서 최고의 노래로 선정되었으며, 그 밖에도 1번 트랙 <Siti Situ Sana Sini>, 3번 트랙 <Destinasi Cinta>, 6번 트랙 <Bila Harus Memilih>, 7번 트랙 <Pastikan>, 13번 트랙 <Bisakah>가 대표적인 인기 곡으로 발매되었다. 이와 더불어 발표된 <Cahaya Cinta>는 이 앨범에 수록되지 않았고, 훗날 컴플리케이션 앨범 <Cerita Cinta>에 수록되었다. 한편 시티 자신이 2번 트랙 <Biarlah Rahsia>와 8번 트랙 <Hati Berbisik>을 직접 작사했으며, 한편으로는 <Hati Berbisik>과 11번 트랙 <Intrig Cinta>는 그녀가 처음으로 작곡하였다. 이 앨범은 13곡이 수록된 그녀의 유일한 앨범이다(2004년 <Prasasti Seni> 역시 13곡이 수록되어 있으나, 1번 트랙 <Introduksi Siti>와 13번 트랙 <Prasasti Seni>는 각각 프롤로그 및 에필로그로써, 사실상 노래로 볼 수 없다).

## 수록곡
- <Siti Situ Sana Sini>
- <Biarlah Rahsia>
- <Destinasi Cinta>
- <Cuba Untuk Mengerti>
- <Hidup Penuh Bicara>
- <Bila Harus Memilih>
- <Pastikan>
- <Hati Berbisik>
- <Rupanya Kita Serupa>
- <Tanpa Dendam Di Hati>
- <Intrig Cinta>
- <Impian Nyata>
- <Bisakah>

## 특징
- 1번 트랙 <Siti Situ Sana Sini>, 2번 트랙 <Biarlah Rahsia>, 3번 트랙 <Destinasi Cinta>, 6번 트랙 <Bila Harus Memilih>, 7번 트랙 <Pastikan>, 13번 트랙 <Bisakah>은 싱글로 발매되었다.
- <Cahaya Cinta>는 이 앨범 시기에 싱글로 발매되었으나 이 앨범에 수록되지는 않았으며, 훗날 컴플리케이션 앨범 <Cerita Cinta>에 수록되었다.